# Скиба, Евгений Владимирович
Евге́ний Влади́мирович Ски́ба (укр. Євгеній Володимирович Скиба; род. 25 марта 2003, Белая Церковь) — украинский футболист, защитник одесского «Черноморца».

## Биография
Родился в городе Белая Церковь Киевской области. Воспитанник «КОДЮСШ-Рось» из родного города. Кроме вышеуказанного коллектива в ДЮФЛУ выступал также за одесские «Черноморец» и ДЮСШ-11.
В середине сентября 2020 года оказался в структуре «Миная». В сезоне 2020/21 выступал в основном за юношескую (U-19) команду, но также привлекался и к матчам молодёжной команды. После расформирования молодёжного чемпионата Украины в сезоне 2021/22 играл за юношескую команду «Миная».
В конце августа 2022 года для получения игрового опыта отправился в аренду в «Мариуполь». Дебютировал на профессиональном уровне 27 августа 2022 года в проигранном (0:3) выездном поединке 1-го тура группы А Первой лиги Украины против львовских «Карпат». Евгений вышел на поле в стартовом составе и отыграл весь матч. В сезоне 2022/23 провёл 11 поединков в Первой лиге Украины. По завершении сезона вернулся в расположение юношеской команды «Миная».
22 июля 2023 года отправился в очередную аренду, на этот раз в «Хуст». Дебютировал за «горожан» 28 июля 2023 года в проигранном (0:1) выездном поединке группы А Первой лиги Украины против львовских «Карпат». Скиба вышел на поле в стартовом составе и отыграл весь матч. В первой части сезона 2023/24 сыграл 17 матчей в Первой лиге и 1 поединок в кубке Украины. В конце ноября 2023 года стало известно, что Евгений Скиба покинет расположение «Хуста».
В конце января 2024 года вернулся в расположение юношеской команды «Миная». В первой команде клуба дебютировал 25 февраля 2024 года в ничейном (1:1) выездном поединке 18-го тура Премьер-лиги Украины против «Днепра-1». Евгений вышел на поле на 85-й минуте вместо Богдана Чуева. Первым голом в профессиональном футболе отличился 2 марта 2024 года на 90+1-й минуте победного (2:0) домашнего поединка 19-го тура Премьер-лиги Украины против харьковского «Металлиста 1925». Скиба вышел на поле на 46-й минуте вместо капитана команды Дмитрия Немчанинова. За первые 5 матчей в футболке «Минаю» отметился 1-м голом и 1-й результативной передачей, благодаря чему руководство закарпатского клуба решило подписать с талантливым защитником новый долгосрочный контракт, рассчитанный до лета 2027.
Вместе с Дмитрием Немчаниновым получал предложение поучаствовать в матче с фиксированным результатом, но оба игрока отказались от данного предложения.